# Булат, Виктор Григорьевич
Ви́ктор Григо́рьевич Була́т (бел. Віктар Рыгоравіч Булат; род. 1 апреля 1971, Кунья) — советский и белорусский легкоатлет, специалист по толканию ядра. Выступал за сборные СССР и Беларуси по лёгкой атлетике в 1990-х годах, чемпион мира среди юниоров, обладатель серебряной медали Универсиады в Фукуоке, победитель и призёр первенств национального значения, участник летних Олимпийских игр в Атланте. Мастер спорта СССР международного класса.

## Биография
Виктор Булат родился 1 апреля 1971 года в посёлке Кунья Псковской области РСФСР. В возрасте одного года вместе с матерью переехал на постоянное жительство в Белорусскую ССР, детство провёл в городе Солигорске Минской области.
Впервые заявил о себе на международном уровне в сезоне 1990 года, когда вошёл в состав советской сборной и выступил на юниорском мировом первенстве в Пловдиве, где в зачёте толкания ядра с рекордом чемпионата 19,21 превзошёл всех соперников и завоевал золотую награду. За это выдающееся достижение удостоен почётного звания «Мастер спорта СССР международного класса».
После распада Советского Союза продолжил принимать участие в крупнейших международных стартах в составе белорусской национальной сборной. Так, в 1993 году представлял Беларусь на чемпионате мира в помещении в Торонто, закрыв в финале десятку сильнейших.
В 1994 году толкал ядро на чемпионате Европы в помещении в Париже, но в финал не вышел.
В 1995 году на турнире в Минске установил свой личный рекорд на открытом стадионе — 20,32 метра. Будучи студентом, принимал участие в Универсиаде в Фукуоке, где с результатом 19,69 стал серебряным призёром, уступив только украинцу Юрию Билоногу.
Благодаря череде удачных выступлений удостоился права защищать честь страны на летних Олимпийских играх 1996 года в Атланте — на предварительном квалификационном этапе толкнул ядро на 17,29 метра, чего оказалось недостаточно для выхода в финал.
В 1997 году занял 12-е место на Универсиаде в Сицилии, выступил на чемпионате мира в Афинах.
На чемпионате Европы 1998 года в Будапеште провалил все три свои попытки, не показав никакого результата.
В 1999 году во второй раз одержал победу на чемпионате Беларуси, выступил на Всемирных военных играх в Загребе и на этом завершил спортивную карьеру.
Впоследствии тренировал спортсменов в Республиканской школе высшего спортивного мастерства по лёгкой атлетике, некоторое время работал инспектором службы безопасности на заводе «Атлант», затем освоил профессию спортивного массажиста — работал массажистом в сборной Беларуси по футболу и в футбольном клубе БАТЭ.